# Сергей Георгиев
Сергей Георгиев (роден на 15 май 1992 г.) е български футболист, полузащитник. Играе за Локомотив Мездра.

## Кариера
Георгиев започва да тренира футбол на 7-годишна възраст в школата на Левски (София). След това преминава през Елит (София), а през 2009 г. заиграва в школата на испанския клуб АСД Канияс, който е филиал на Реал Мадрид. През сезон 2009/10 бележи 51 гола.
В началото на 2012 г. Георгиев се завръща в България и подписва договор с Банско. Изиграва общо 45 мача и вкарва 9 гола за тима в Б група. През лятото на 2014 г. е привлечен в Монтана.

## Статистика по сезони
| Сезон    | Отбор   | Първенство | Мачове | Голове |
| -------- | ------- | ---------- | ------ | ------ |
| 2012/пр. | Банско  | Б група    | 7      | 0      |
| 2012/13  | Банско  | Б група    | 12     | 2      |
| 2013/14  | Банско  | Б група    | 26     | 7      |
| 2014/15  | Монтана | Б група    | 27     | 9      |